# Karabin CheyTac M200 Intervention
CheyTac M200 Intervention – amerykański powtarzalny karabin wyborowy skonstruowany przez Randy'ego Kobzeffa (amerykańska firma CheyTac LLC.).
Karabin ten zasilany jest oddzielnym magazynkiem o pojemności 7 nabojów .408 Chey Tac oraz .375 Chey Tac kalibru 10,4 mm.
Według zapowiedzi CheyTac LLC system miał zapewnić celny strzał na maksymalną odległość 2300–2500 m. W rzeczywistości karabin jest skutecznie efektywny na odległość 2200–2250 metrów.

## Karabin dalekiego zasięgu
Karabin CheyTac M200 Intervention jest częścią „Long Range Rifle System”. System ten obejmuje komputer balistyczny na palmtopie (np. Casio IT-70 lub Dell Axim X3 Advanced Pocket PC) z oprogramowaniem CheyTac Advanced Ballistic Computer, anemometr Kestrel 4000 lub 4500 NV (sprawdzający warunki mogące wpłynąć na celność strzału – wiatr, temperaturę oraz ciśnienie atmosferyczne) i dalmierz laserowy Vector IV, z którego można odczytać odległość od celu do 6 km (3,7 mili), kąty strzału i kierunkowy namiar celu, gdyż posiada on 360° cyfrowy kompas. 

## Użycie bojowe
W oddziałach Marines wprowadzony do użycia w styczniu roku 2002 w Afganistanie. Sprawdził się skutecznie na odległość do 2200 metrów.
Najnowszy, potwierdzony przez brytyjską armię, rekord zasięgu karabinu CheyTac M200 to odległość 2400 metrów (Irak, miasto Mosul).

## Wersje
Wersje karabinu CheyTac Intervention:
- M200
- M200 Carbine
- M310
- M325